# .tr
A .tr Törökország internetes legfelső szintű tartomány kódja, melyet 1990-ben hoztak létre.

## Második szintű tartománykódok
- com.tr
- gen.tr
- org.tr
- biz.tr
- info.tr
- av.tr
- dr.tr
- pol.tr
- bel.tr
- mil.tr
- bbs.tr
- k12.tr
- edu.tr
- name.tr
- net.tr
- gov.tr
- web.tr
- tel.tr
- tv.tr